# Drogosze
Drogosze (niem. Dönhoffstädt, 1911-45 Dönhofstädt) – osada w Polsce położona w województwie warmińsko-mazurskim, w powiecie kętrzyńskim, w gminie Barciany.
W latach 1954–1968 wieś należała i była siedzibą władz gromady Drogosze, po jej zniesieniu w gromadzie Barciany. W latach 1975–1998 miejscowość położona była w województwie olsztyńskim.

## Historia wsi
Pierwsza wzmianka o wsi pochodzi z 1361 r., a jej właścicielem był Konrad von Wolsfdorf. Wieś lokowana w 1370 r. Po rodzinie Wolfsdorfów Drogosze od 1477 r. przeszły w ręce rodu Rautterów, a od XVII w. właścicielami byli hrabiowie Dönhoffowie. Nazwisko to w tradycji polskiej pisze się Denhof (za Orackim), jako że przedstawiciele innej linii tego rodu (Ernest Denhof walczył pod Wiedniem – cieszył się zaufaniem króla Sobieskiego, a Gerard Denhof był doradcą Władysława IV i Jana Kazimierza) byli dygnitarzami w ówczesnej Rzeczypospolitej. W roku 1816 w pojedynku zginął Stanisław, ostatni męski przedstawiciel drogoskiej linii Denhofów. Majątek odziedziczyła jego siostra, Angelika zu Dohna-Lauck, która w spadku przekazała go siostrzenicy, hrabinie Mariannie Stolberg-Wernigerode. W rękach tego rodu majątek pozostawał do 1945 roku. Drogosze były siedzibą majoratu, a w 1913 r. klucz majątków miał powierzchnię 5663 ha. Po II wojnie światowej majątki były użytkowane przez PGR, a pałac w Drogoszach służył jako Ośrodek Szkolenia Kierowców (głównie traktorzystów), w ramach kursów organizowanych przez Wojewódzki Ośrodek Postępu Rolniczego w Bęsi.
W roku 1970 w Drogoszach mieszkało 566 osób.
W nazewnictwie wsi Wilkowo Wielkie (wieś) i Drogosze (majątek, w 1945 r. – Pałacowo) zachował się podział obowiązujący od początków XVIII w., kiedy po wybudowaniu pałacu majątek z pałacem nazywano Dönhoffstädt. Przed likwidacją PGR majątek Drogosze funkcjonował jako Zakład Rolny w ramach Przedsiębiorstwa Gospodarki Nasiennej z siedzibą w Korszach. W ramach struktur PGR była tam wyodrębniona mieszalnia pasz. W Drogoszach jest szkoła podstawowa.

## Religia

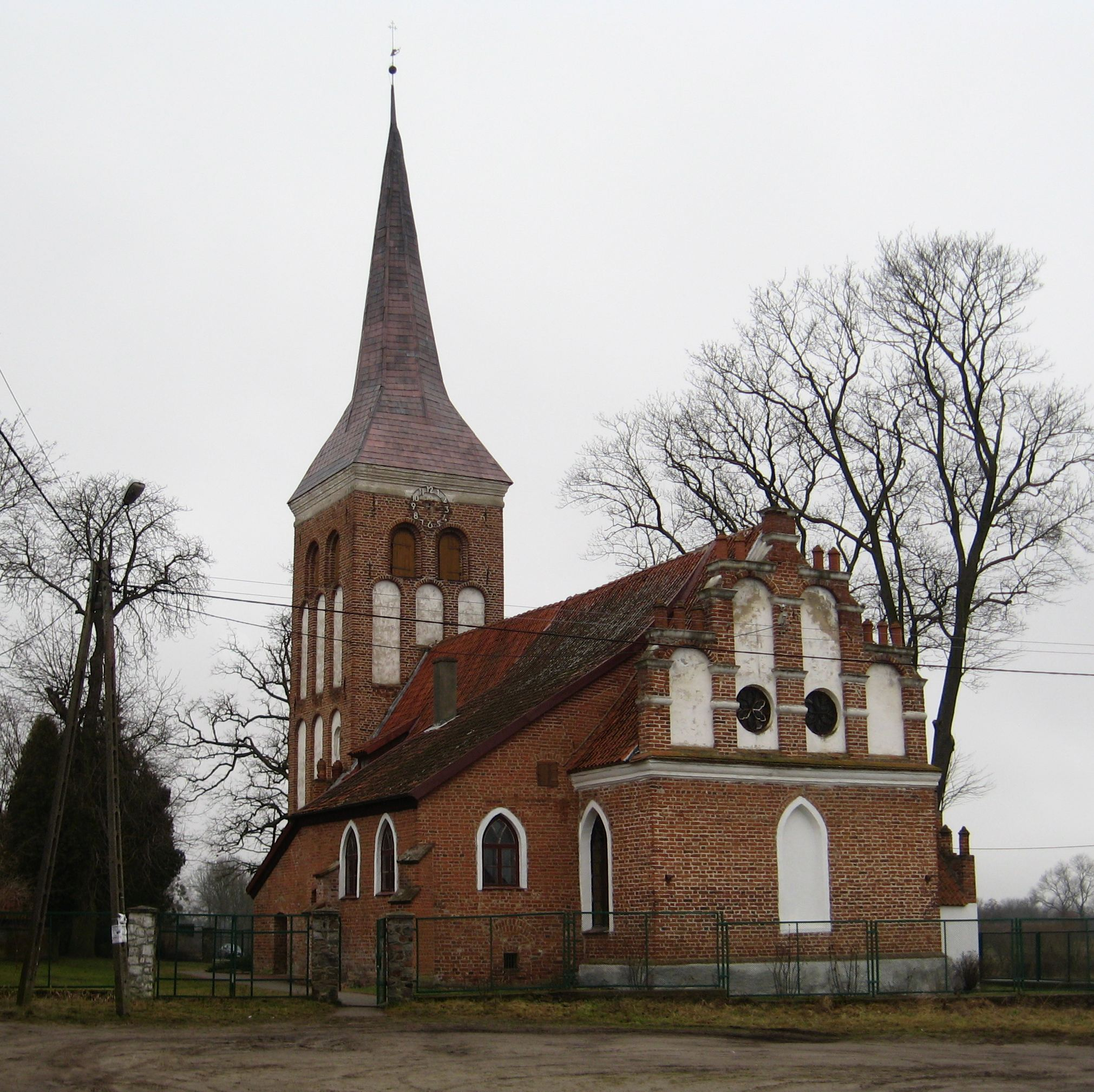
Kościół Matki Bożej Ostrobramskiej

Parafia Matki Boskiej Ostrobramskiej należy do dekanatu reszelskiego. Parafia w Drogoszach przed reformacją należała do archiprezbiteratu (dekanatu) w Sępopolu, a obecnie do dekanatu w Reszlu. 
Parafia w Drogoszach pw. MB Ostrobramskiej i św. Antoniego Padewskiego utworzona została w 1962 r.
Obok kościoła znajduje się budynek barokowej plebanii z XVIII wieku.

## Pałac

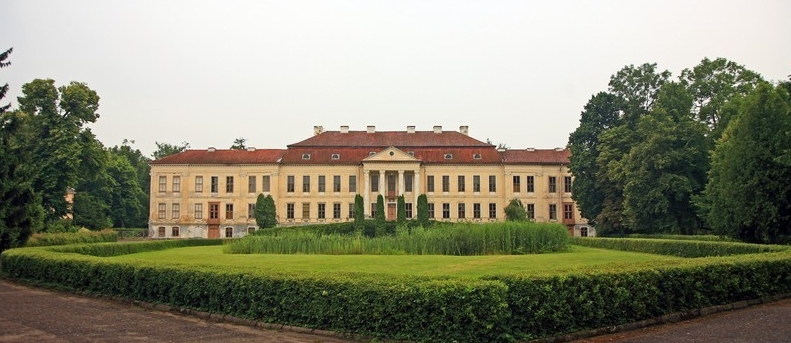
Pałac

Początkowo Denhofowie mieszkali w pałacu wybudowanym przez Rautterów, który spłonął od uderzenia pioruna w 1690 r. Już wówczas rezydencja ulokowana była w parku krajobrazowym. Na terenie parku prowadzono hodowlę danieli. Jak podają niektórzy, zwierzęta te pochodziły z daru króla Jana Kazimierza.
Obecny pałac w Drogoszach wybudowano w latach 1710-1714 na zamówienie Bogusława Fryderyka Denhofa. Przypuszcza się, że projekt budowli opracowany został przez John von Collas (1678-1753), który realizował również rezydencję Denhofów w Friedrichstein koło Królewca. Koncepcję architektoniczną pałacu we Friedrichstein opracował architekt francuski Jean de Bodt. Pałac we Friedrichstein nie zachował się.
Barokowy pałac w Drogoszach należał do trzech największych rezydencji w Prusach Wschodnich i jest największym pałacem na Mazurach. Pałac posiada dwie kondygnacje na całej długości fasady z czetrokolumnowym portykiem w porządku jońskim z trójosiowym ryzalitem. Strona frontowa pałacu ma wystawę północno-wschodnią, a parkowa południowo-zachodnią. W roku 1766 nastąpiła przebudowa elewacji, a ok. 1785 na miejsce schodów do reprezentacyjnego wejścia wykonano podjazd. W początkach XVIII w. zrealizowano wystrój wnętrz, które zmieniano jeszcze w późniejszym okresie. W lewym skrzydle pałacu od reprezentacyjnego wejścia znalazła się kaplica i ogród zimowy (rodzaj oranżerii) od strony parku. W prawym skrzydle pałacu znajdowały się apartamenty dla gości i teatr. Pałac położony był w parku krajobrazowym dochodzącym do rzeki Guber. Teren parku zdobiony był elementami ogrodowej architektury oraz stawami.
Po II wojnie światowej bogate wyposażenie pałacu (m.in.: arrasy, wazy chińskie) uległo rozproszeniu. W 1945 r., podobnie jak w Wilczym Szańcu urzędowało tu NKWD. Tylko część zbiorów (portretów, mebli) trafiła do Muzeum Warmii i Mazur w Olsztynie.
Po opuszczeniu pałacu przez ostatniego użytkownika w 1991 r. przeznaczony został do sprzedaży. Obecnie właścicielem pałacu wraz z parkiem jest osoba fizyczna, a dawny majątek, późniejszy PGR ma innego właściciela.

### Pałacowe mauzoleum
W 1725 w lewym skrzydle pałacu oddano do użytku kaplicę pałacową. Około 1840 r. kaplica została poddana neogotyckiej przebudowie, a ok. 1889 dobudowano do niej aneks pełniący funkcję mauzoleum. Znalazły się tam tumby z herbami rodowymi ostatnich drogoskich Denhofów: Stanisława Ottona Denhofa, który zginął w pojedynku w 1816 i jego siostry, Angeliki zu Dohna, zmarłej w 1866. Leżące postacie naturalnej wielkości zostały wykute przez Edwarda Lürssena w białym marmurze. Ściany kaplicy zdobią epitafia członków rodziny Stolberg-Wernigerode. Jest to jedyna znana kaplica memoratywna w dawnych Prusach Wschodnich.

Herb Denhoff na tumbie
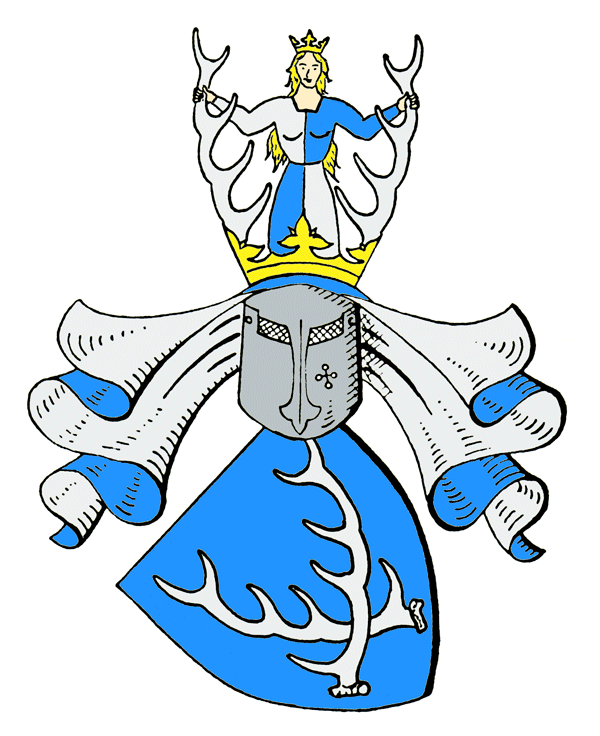
Herb Dohna na tumbie